# Der silberne Hengst – König der Wildpferde
Der silberne Hengst – König der Wildpferde (orig. The Silver Brumby, The Silver Stallion oder The Silver Stallion: King of the Wild Brumbies) ist ein Abenteuerfilm aus dem Jahr 1993 von John Tatoulis. Es basiert auf der Silver Brumby-Romanreihe von Elyne Mitchell.

## Handlung
In einer sehr stürmischen Nacht, erzählt Elyne Mitchell ihrer Tochter Indi die Geschichte des silbernen Hengstes Thowra.
Er wurde in einer eben solchen stürmischen Nacht geboren und da die Aborigines den Wind, der über dem Hochland von Australien weht, Thowra nennen, sollte dieses junge Pferd auch diesen Namen tragen. Seine Mutter gab all ihr Wissen an ihn weiter, damit er in der Wildnis überleben konnte. Es dauerte auch nicht lange und er begegnete der größten Gefahr, die des für sie gab: dem Menschen. Er wurde beinahe eingefangen, doch dank des Eingreifens seiner Mutter Berga, entging er der Gefahr. Schnell geriet er aber in die nächste: Er kam Brolga zu nahe, dem Leithengst einer anderen Herde. Thowra und seine Mutter wurden von dem wütenden Hengst verfolgt, bis sie ihr Revier erreichten und Thowras Vater Yarraman, den fremden Hengst vertreiben konnte.
Doch die Menschen breiteten sich immer mehr im Land aus und machten gezielt Jagd auf Wildpferd und den jungen Hengst mit der eigenartigen Farbe. Einer der Männer war Cody, der den Hengst schon als Fohlen beinahe gefangen hatte. Da Thowra mittlerweile zu einem stattlichen und kräftigen Hengst herangewachsen war, jagte der Mann ihn vergeblich. Stets entkam er, doch musste er mit erleben, wie Brolga seinen Vater Yarraman herausforderte und im Kampf besiegte. Damit übernahm Brolga die Herde und Thowra gründete eine eigene kleine Familie. Das nutze Cody aus und kaufte auf einer Auktion eine junge goldene Stute, mit der er den silbernen Hengst anlocken und einfangen wollte. Doch Thowra entführte die Stute, ohne dass Cody etwas dagegen tun konnte. Übers Jahr bekam sie ein Fohlen von Thowra und nachdem es Cody gelang sowohl die Stute, als auch das Fohlen einzufangen, befreite der silberne Hengst die beiden erneut.
Inzwischen meldete auch Brolga seinen Anspruch auf Thowras kleine Herde an. In einem erbitterten Kampf bewies der silberne Hengst, dass er der Erbe und rechtmäßige König der Wildnis ist.
Parallel zu der Geschichte, die Elyne Mitchell ihrer Tochter erzählt, schreibt sie sie auf und erlebt selber mit dem Mädchen Abenteuer im australischen Hochland. Eines Tages muss Indi Mitchell mit ansehen, wie brutal der Nachbar Jock Wildpferde zu zähmen versucht. Indi ist entsetzt, hatte ihre Mutter sie doch gelehrt, dass man respektvoll mit der Natur und ihren Lebewesen umzugehen hat. Bei einem Gespräch zwischen Jock und ihrer Mutter, dass Indi zufällig belauscht, wird ihr klar, das die Geschichte vom silbernen Hengst keine Legende, sondern wahr zu sein scheint, denn Jocks Gehilfe Egan berichtet von seiner gerade missglückten Jagd auf ein Wildpferd. Nach seinen Reden sei dieses Geisterpferd bei seiner Flucht am Ende die Klippen hinab gesprungen, was es nicht überlebt haben kann. Indi und ihre Mutter spüren allerdings, als ihnen am Abend vor ihrem Haus der Wind des Hochland ins Gesicht weht, dass sich dieses Geisterpferd nur scheinbar opfert hat. Sie sind sich sicher, dass auch die kommenden Generationen die Geschichte von einem mächtigen, silbernen Mustang weitererzählen werden – von einem Geisterpferd, dass im Hochland immer wieder auftaucht und verschwindet, aber niemand wissen wird, wo Bergas Sohn umherstreift.

## Hintergrund

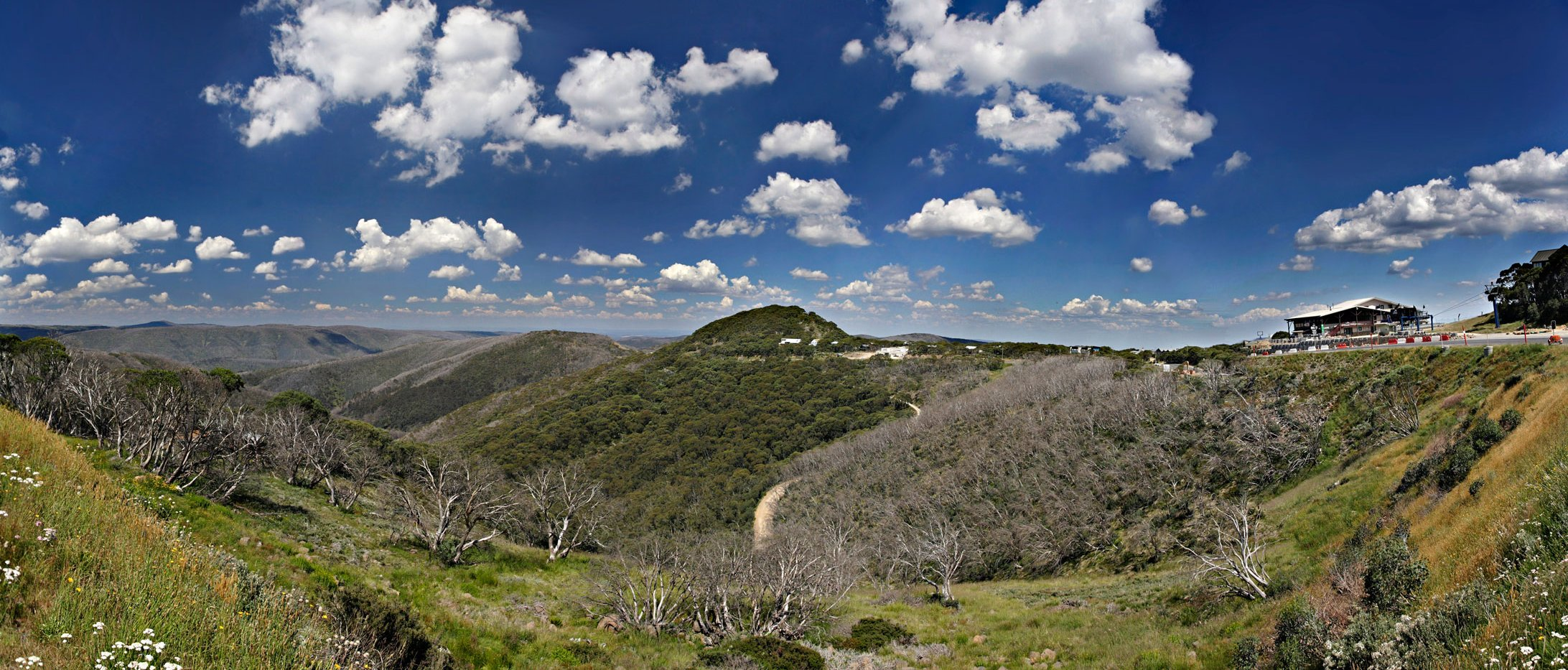

Der Film wurde im Hochland von Victoria am Dinner Plain, dem Mount Hotham, Swindler Creek und dem Blue Ribbon-Skigebiet. Eine Hütte, die heute als „Silver Brumby Hut“ bekannt ist, wurde als Kulisse am Mount Hotham gebaut und ist heute eine Touristenattraktion.

## Rezeption

### Kritik
Kino.de lobt den „größtmögliche Verzicht auf Vermenschlichung und Sentimentalität, beachtlich die Dressurleistungen, die eine glaubwürdige Dramaturgie ermöglichen, erfreulich das Fehlen von Feindbildern. Härten in diesem Pferdeleben erklärt das Naturgesetz, und Crowes Figur treibt Bewunderung, nicht Haß. Ein ausgewogener, sympathischer Tierfilm also.“ „Domestizierte Wunderpferde, die die Probleme der Welt lösen, haben eine lange Tradition. ‚Der silberne Hengst‘ jedoch trabt nicht auf den Spuren von Fury, Flicka oder Black Beauty. Als Wildpferd folgt er den Gesetzen der Natur und nicht des Menschen. Gerade weil sich die Zivilisation in die Freiräume solcher Tiere hineingefressen hat, haben Filme über diese verschwindende Spezies eine wichtige Funktion.“

### Auszeichnungen
- 1994: Australasian Performing Right Association für die Beste Filmmusik
- 1994: Chicago International Children’s Film Festival – Preis der Kinderjury für Spielfilme
- 1994: Cinekid, Publikumspreis für John Tatoulis